# Gagi Bazadze

a Compétitions nationales et continentales officielles uniquement.

Dernière mise à jour le 3 juin 2017.
Gagi Bazadze (en géorgien :გაგი ბაზაძე, phonétiquement Gagui Bazadzé), né le 12 septembre 1992 à Koutaïssi (Géorgie), est un joueur géorgien de rugby à XV jouant au poste de pilier droit.

## Biographie
Né en Géorgie mais formé au Old Blue RFC (États-Unis) puis en France, au Montpellier HR, il rejoint en 2014, le RC Massy puis le Stade rochelais en 2015. Ayant été formé en France, il obtient le statut de joueur Jiff et revient au Montpellier HR à l'été 2016 (joker médical, dans un premier temps, puis avec un contrat classique dans un second temps). En 2017, il signe un contrat de deux ans avec le SU Agen, tout juste promu en Top 14 ; néanmoins il se présente au club le 3 juillet pour annoncer qu'il n'honorera pas son contrat avec les Lot-et-Garonnais.